# F. A. Sieglitz & Co.
Das Unternehmen F. A. Sieglitz & Co. betrieb eine Rauchwaren-Zurichterei und -Färberei in Leipzig-Lindenau. In einer Zeit der sprunghaften Entwicklung der Pelzbranche war das Pelzveredlungsunternehmen mitführend in der Entwicklung neuer und dauerhafter Pelzfarben. Die in ihrer Qualität teilweise herausragenden Produkte der Firma wurden weltweit nachgefragt.

## Allgemein
Erst im 19. Jahrhundert löste sich die Aufgabe des Pelzzurichtens, das Gerben von Fellen für Pelzzwecke, vom jetzt nur noch Pelzkleidung anfertigenden Kürschner. Der weitergehende Veredlungsprozess, das Färben, galt bis dahin weitgehend noch als Betrug des Kunden. Geht es doch beim Pelzfärben oft darum, das Aussehen teurerer Fellarten nachzuahmen. Auch war beim damaligen Stand der Farbmethoden die Beständigkeit der Farben meist nicht von Dauer, schlimmstenfalls färbten die Felle sogar ab. Die chemische Industrie begann jetzt, neue, bisher nicht künstlich herzustellende und gegen Abrieb und Verbleichen beständige Farbstoffe zu entwickeln.
In Deutschland entwickelte sich Leipzig, zusammen mit dem Entstehen moderner Pelzkleidung, zu einem weltweit führenden Handelsplatz für Pelzwaren, neben London und New York. Der Leipziger Brühl war bis zur Vertreibung seiner jüdischen Rauchwarenhändler im Jahr 1933 ein Umschlagplatz von Fellen aus aller Welt, ganz besonders für russische Felle. Die Pelzfärberei entwickelte sich zu einer Großindustrie, und die Pelzzurichtereien und Pelzfärbereien siedelten sich an den ehemals für das Gerben benötigten fließenden Gewässern in der Nähe von Leipzig an. Die Anlieferungen nach Leipzig erfolgten anfangs mit dem Handwagen, dem Pferde- und Planwagen, zuletzt mit dem Lastwagen, und zwar in so großer Zahl, dass das Pelzviertel mit dem Brühl, der Nikolaistraße und der Ritterstraße, „von Wagen hoffnungslos verstopft war“.

## Firmengeschichte
Die Firma F. A. Sieglitz & Co. entstand 1876 mit der Zusammenarbeit des Chemikers Karl Friedrich Adolf Sieglitz (* 2. Mai 1839 in Jena; † 6. Dezember 1933) und dem Rauchwarengroßhändler Johann Gottlob Friedrich Erler (17. Januar 1820 in Leipzig; † 23. Juli 1898 in Leipzig), Firma Friedr. Erler. Leipziger Fellhändler waren auch sonst meist die Geldgeber für die neu entstehenden Pelzzurichtungs- und Veredlungsbetriebe. In den 1880er Jahren rief Erler außerdem die Seal-Braunfärberei Erler & Co. ins Leben.
Seine ersten Färberkenntnisse hatte sich Friedrich Sieglitz in der Textilindustrie erworben. Seine Lehrzeit verbrachte er in Jena und in Erfurt. In Jena besuchte er Vorlesungen in Chemie und arbeitete experimentell in den Universitätslaboratorien. Die theoretisch erworbenen Kenntnisse verwertete er danach praktisch in verschiedenen deutschen Betrieben der Textilfärberei. Bereits im Alter von 24 Jahren hatte er, nach Jena zurückgekehrt, eine Textilfärberei für Stoffe und Kleider jeder Art gegründet. Dort kannte er auch einen Kürschner, der ihm Anregungen für die damals noch völlig in den Anfängen stehende Pelzfärberei gab. Seine ersten Färbeversuch mit Fellen hatten guten Erfolg, und er bekam erste Aufträge aus Leipzig zum Schwarzfärben von Ziegenfellen und Lammfellen. Daraufhin siedelte er nach Leipzig über. Hier trat er zunächst als technischer Leiter in die Rauchwarenfärberei Alfred Hahn ein. Seine erste, viel beachtete Neuheit war das Färben von Fuchsschweifen.
Am 1. April 1876 kam es dann zur Gründung von F. A. Sieglitz & Co. Innerhalb verhältnismäßig kurzer Zeit gelang es den beiden Inhabern „der deutschen Pelzfärberei eine tonangebende Stellung auf dem Weltmarkte zu erringen“ (1887).

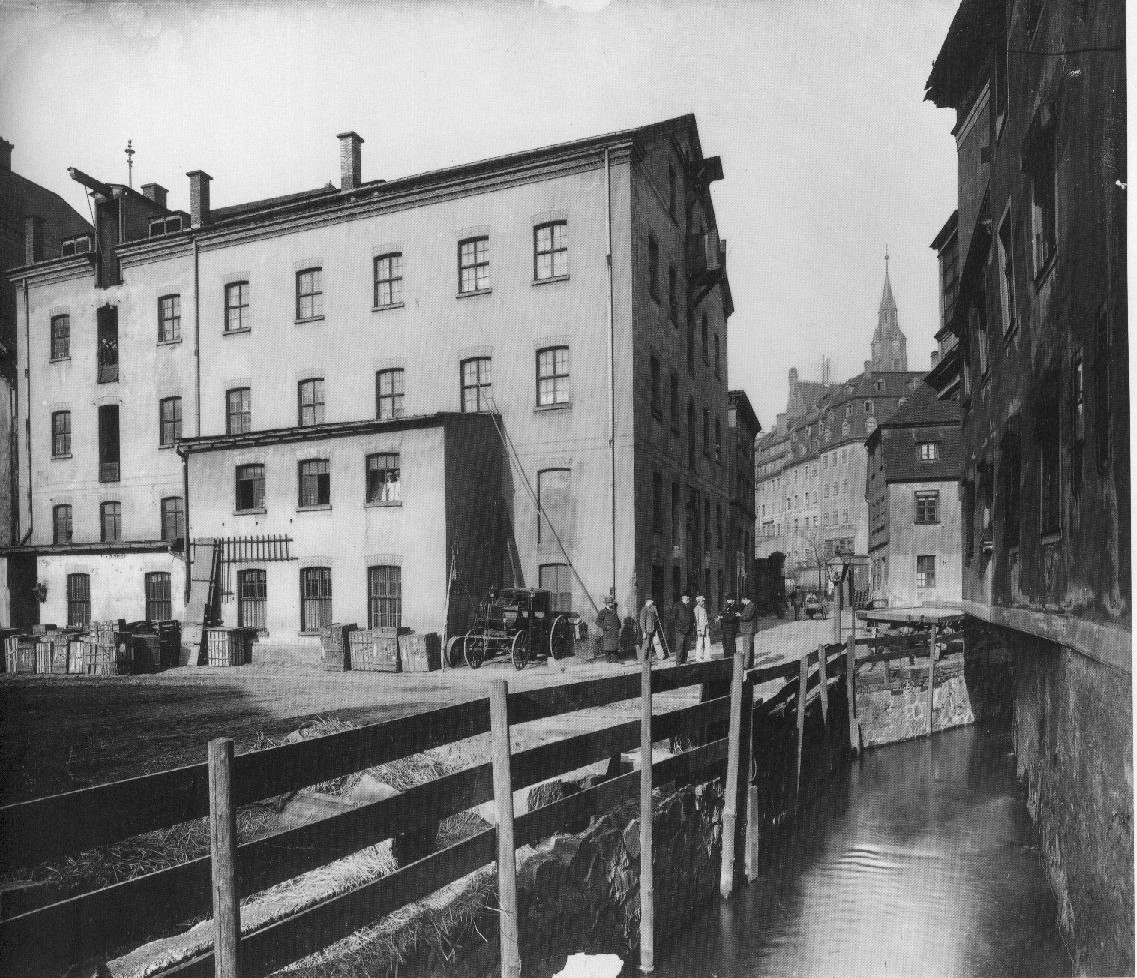
Die Barfußmühle im Jahr 1898

1876 mietete sich das neu gegründete Unternehmen in der Barfußmühle ein. Als Betriebskraft diente anfangs das in den Mühlgraben abgeleitete Wasser der Pleiße. Wegen Platzmangel und viel Ärger mit den Nachbarn übersiedelte man bald nach Plagwitz, auf das neuerbaute Fabrikgrundstück an der Weißen Elster, Nonnenstraße 7 (Fertigstellung 1881). In der Innenstadt Leipzigs waren die unangenehme Gerüche verbreitenden und das Wasser verunreinigenden Betriebe nicht gern gesehen.  Während das Werk Lindenau hauptsächlich für Zurichtung sowie für die Braun- und die Schwarzfärberei zuständig war, fanden in Plagwitz, seit 1891 ebenfalls zu Leipzig gehörend, die restlichen Arbeiten statt. Zu der Zeit war Sieglitz das „zweitbedeutendste Eablissement auf diesem Gebiet“, nach dem „Steinbeckschen in Markranstädt“. Im Jahr 1887 beschäftigte man 108 Arbeiter. Es gab zwei Dampfmaschinen mit 40 Pferdestärken sowie drei Heizkessel für 110 Quadratmeter Heizfläche.
Zur Bildung eines Färberzentrums in der Peripherie Leipzigs kam es nicht, lediglich in der Angerstraße bildete sich eine gewisse Konzentration. Als bald die Räume in der Barfußstraße auch zu eng wurden, zog man ebenfalls nach hierher um. Otto Erler hatte das Grundstück in früheren Jahren erworben und zunächst pachtweise und dann käuflich der Firma F. A. Sieglitz & Co. überlassen. Es wurde vollständig aus- und umgebaut und nach der Aufstellung neuer Maschinen in den Jahren 1909–1911 zogen beide Betriebsteile nach hier um. Heute besteht dort ein Wohnkomplex, der mit seinem Namen „Pelz-Manufaktur“ an das ehemalige Werk erinnert.
Um die häufigen Ausfälle bei der Veredlung durch falsche Zurichtung zu vermeiden, hielt Adolph Sieglitz im Jahr 1911 einen Vortrag vor Mitgliedern des Verbandes deutscher Rauchwaren-Zurichtereien- und Färbereien. Viele Zurichter, vor allem die Fuchszurichter, wendeten anschließend erfolgreich die sogenannte Sieglitz'sche Zurichtung an. Im Jahr 1921 hieß es in der Illustrierten-Kürschner-Rundschau, dass erst Adolf Sieglitz die Rauchwarenfärberei, „welche vor ihm eigentlich nur der wegen seiner Originalität bekannte Zobel-Meissner in der Gerbergasse gepflegt hatte, in moderne Bahnen gelenkt hat“.
Neben Adolph Sieglitz und Friedrich Erler waren in den späteren Jahren die Söhne Erlers, Max und Paul Erler im Betrieb tätig. Im Jahr 1933 wurde das Werk (Angerstraße) von Dr. Arthur Erler, Sohn von Otto Erler, und Dr. Karl Sieglitz, Sohn von Adolph Sieglitz, geleitet. Laut den Leipziger Adressbüchern haben Erler und Sieglitz in den 1880er Jahren nicht nur ihren Firmen-, sondern beide auch ihren Wohnsitz in die Nonnenstraße 7 verlegt. Erler blieb dort bis zu seinem Lebensende gemeldet.
Im Fachverzeichnis der Pelzbranche von 1938 ist das Unternehmen F. A. Sieglitz & Co. nicht mehr enthalten.

## Die Veredlungen von F. A. Sieglitz & Co.

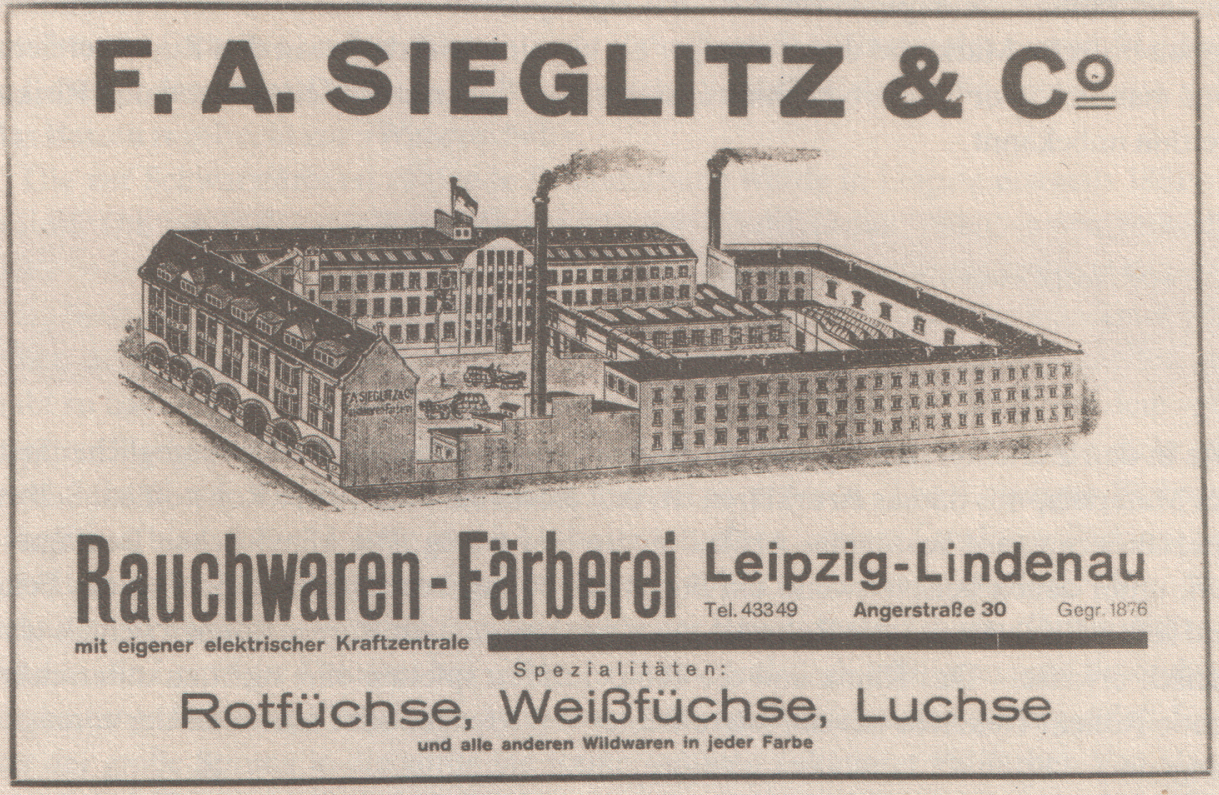
Anzeige der Firma mit dem Werk in Lindenau (1905)

Luchsfelle, die von amerikanischen Sammlern zum Verkauf nach London gesandt wurden und dort wieder von amerikanischen Firmen erworben wurden, ließ man bei Sieglitz schwarz färben, um sie dann wieder nach Amerika zurück zu importieren. Im Jahr 1886 färbte man dort von 65.000 in den Handel gekommenen Luchsfellen mehr als 35.000 Stück.
Auch in der Bearbeitung amerikanischer Weißfuchsfelle hatte man keine Konkurrenz. Beim Schwarzfärben des zu der Zeit begehrten Artikels blieb der Glanz des Haares und die Weichheit und Dehnbarkeit des Leders erhalten, so dass es fast noch dem ungefärbten Fuchs entsprach. Auch war man in der Lage, dem Fell eine dem Silberfuchs täuschend ähnliche Farbtönung zu verleihen: „Man sieht bei dieser wunderbaren Imitation nicht nur den schönen dunkelbraunen Grundton, sondern auch die dem Silberfuchse eigenthümlichen weißen Haarspitzen in einer solchen Natürlichkeit wiedergegeben, daß man hier eine künstliche Färbung für völlig ausgeschlossen halten muß. Dieser Meisterschaft ist es zuzuschreiben, daß das Pelzwerk des Weißfuchses, das noch vor zehn Jahren einen Werth von etwa 4 Mark hatte, nunmehr um das Fünffache im Preise gestiegen ist.“
Das Färben von Füchsen bereitete anfangs besondere Schwierigkeiten. „Vater Sieglitz“, wie er später einmal genannt wurde, schuf eine Schwarzfuchsimitation, die Sittka- oder Alaskafuchs genannt wurde. Leider waren sie anfangs eher olivgraugrün und die Felle bekamen schon nach zehn Tagen die ersten roten und krummen Spitzen, die Felle „verblühten“. Er konnte es verbessern und es bewährte sich. Ein Pelzveredler schrieb in einer Rückschau: „Einen Höhepunkt erreichte die Entwicklung, als es der Firma Sieglitz gelang, Rotfüchse schwarz zu färben, d. h. die berühmte Alaskaschwarzfuchsfarbe zu entwickeln, zählte doch der Schwarz(silber)fuchs vor der Entstehung der Silberfuchszucht mit zu dem teuersten und seltensten Fellwerk. Auf einer Auktion in London im Jahre 1900 erzielte ein völlig schwarzes Exemplar den unerhörten Preis von 10.000 Goldmark! Es wurde von einem Pariser Kürschner ersteigert, der es zu einem Kollier mit Augen aus Brillanten verarbeitete. Ein Großfürst soll es gekauft haben“.
Ein Kürschner erinnerte sich:
„Mit dem Geschmack am langhaarigen Fell setzte natürlich die große Mode für Kragen ein. Mit dem Steigen des Wohlstandes wurden auch die besten und feinsten ausländischen Fuchsarten in Deutschland gekauft. Beste kanadische, virginische oder sibirische Rotfüchse, naturell und schwarzgefärbt wurden in Leipzig gesucht. Da die Auswahl in solchen Spitzenfüchsen nicht ausreichend war, ließ man echte Kreuzfüchse, Silberfüchse und Weißfüchse, soweit die Qualität bestens war, auf die gesuchte schwarze Farbe einfärben. Aber sie mußten unbedingt von Sieglitz in Leipzig gefärbt sein. Sieglitz war der beste Fuchsfärber der Welt.“
Auch erfolgreich war er in der Imitation der damals ebenfalls beliebten Blaufüchse, in der„künstlerischen Färbung“ der weißen sibirischen Hasen, teils in der seinerzeit modernen blauen Tönung, teils in „zibetartiger Gestaltung“, sowie einer „berückend schönen“ Nachahmung des Chinchillafells. Täglich wurden etwa 3000 Hasenfelle in die verschiedensten Nuancen eingefärbt.
Waschbärpelz war einmal, dank seiner guten Strapazierfähigkeit, ein beliebter Artikel, hauptsächlich für Pelzreisedecken, aber auch dafür war er aber offenbar inzwischen ganz aus der Mode gekommen. Dank neuer Veredlung von F. A. Sieglitz & Co. wurde er nun höher bewertet als zuvor. Dem Fell wurden auf mechanischen Weg die festeren Oberhaare entfernt, so dass die weiche Unterwolle zum Vorschein kam, womit es dem ebenfalls gerupften Biberfell ähnlich wurde. Schwarz, dunkel- oder hellbraun gefärbt eignete es sich „in trefflicher Weise“ für die Hauptartikel der damaligen Pelzbranche, für Pelzgarnituren (die Zusammenstellung von vor allem Mütze, Schal und Muff) und Besätzen auf Textilien. Auch wurden Waschbärfelle, amerikanische Opossumfelle „mittels sinnreicher Maschinen geschoren und in den verschiedensten und wirksamsten Tönen gefärbt“.
Die Maschinen wurden nun nicht mehr von Hand betrieben, die Felle nicht mehr mit den Füßen durchgewalkt. Der Antrieb fand stattdessen durch zwei Compound-Dampfmaschinen mit einer Leistung von 20 und 30 Pferdestärken statt.

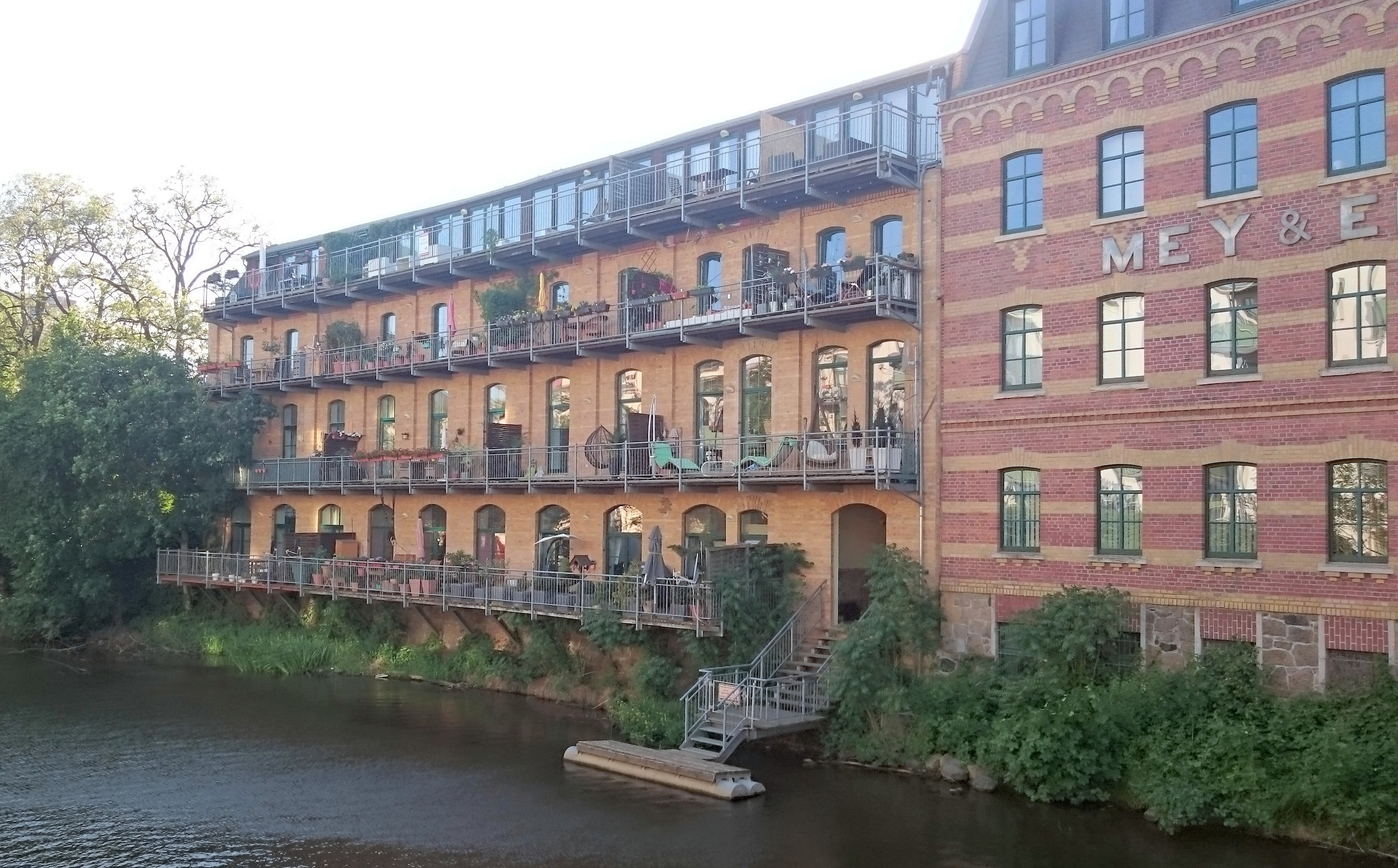
Werk Leipzig-Plagwitz, Nonnenstraße 7, heute ein Wohnhaus (2018)